# Bernardo Lopes

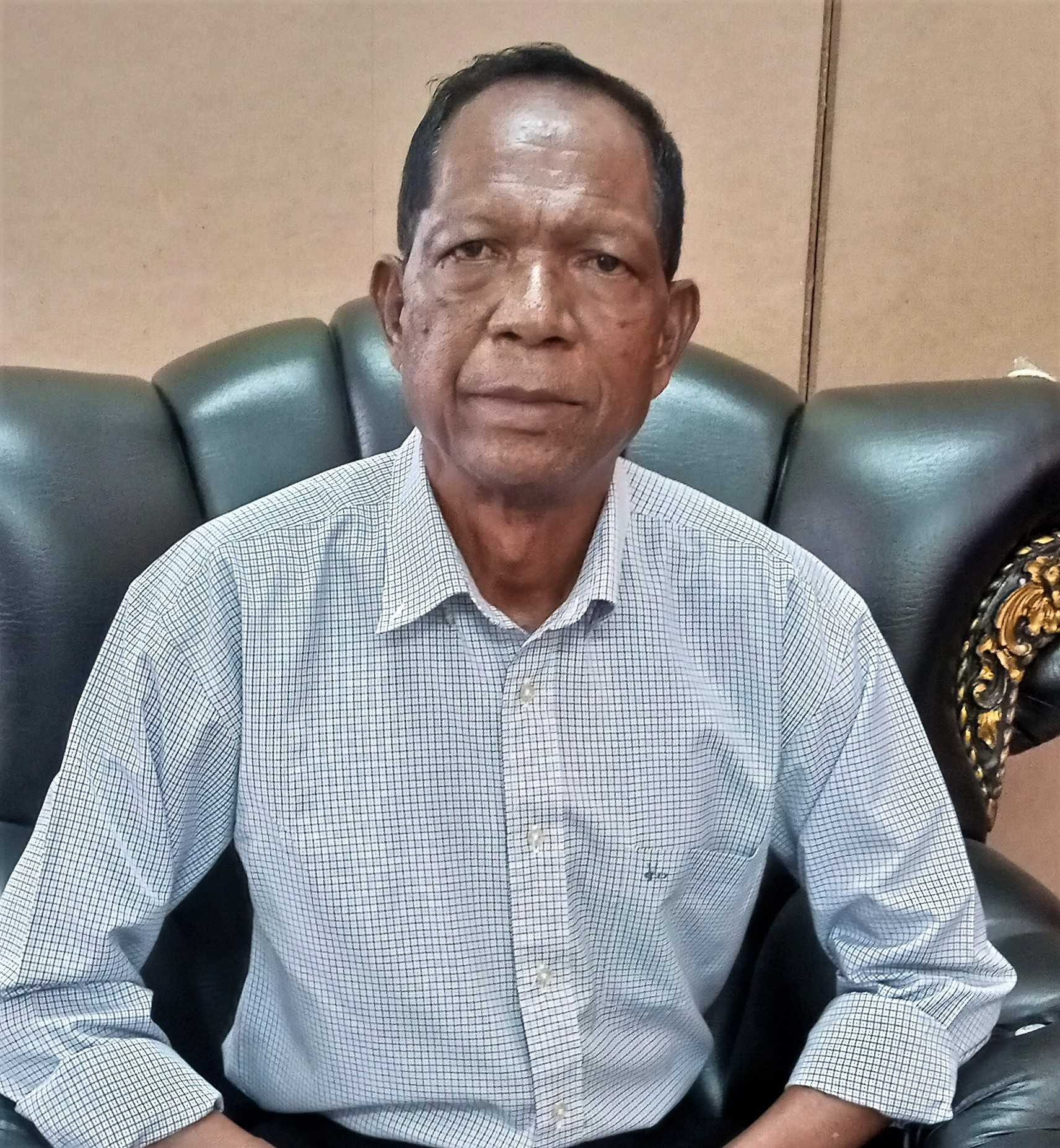
Bernardo Lopes (2021)

Bernardo Lopes (* 20. September 1955 in Barique, Manatuto, Portugiesisch-Timor) ist ein leitender Beamter aus Osttimor. Von 2021 bis 2023 war er Präsident der Gemeindeverwaltung (PAM) der Gemeinde Manatuto.

## Werdegang
Bernardo Lopes wuchs im Suco Aiteas auf. Von 1965 bis 1968 besuchte er die drei ersten Klassen der Grundschule in Barique und 1969/70 die 4. Klasse der Grundschule Nuno Alves Pereira in Soibada. Am Colégio de São José in Balide erhielt Lopes eine Ausbildung zum Lehrer und arbeitete von 1972 bis 1975 an der Schule von Guruça.
1974 wurde Lopes Sub-Delegierter von der ASDT (der späteren FRETILIN) für den Suco Guruça. Außerdem war er bis 1976 stellvertretender FRETILIN-Sekretär der Zone 03/Barique. Von 1975 bis 1978 war Lopes Zugführer in der Forças Armadas de Libertação Nacional de Timor-Leste (FALINTIL) im Sektor Centro Leste, im Kampf gegen die indonesischen Invasoren. Nach der aktiven Kampfzeit arbeitete Lopes weiter für den Widerstand und als Aktivist für ein Unabhängigkeitsreferendum von Indonesien.
Gleichzeitig absolvierte Lopes Ausbildungskurse für lokale Verwaltung und Kurse für Notfallmanagement und absolvierte von 1983 bis 1985 die Sekundarschule in Manatuto. Nach der Wiederherstellung der Unabhängigkeit bildete er sich weiter, unter anderem mit Kursen zur Unterstützung des Bildungssystems und Konsolidierung der portugiesischen Sprache. An der Universidade Nasionál Timór Lorosa’e (UNTL) erhielt Lopes nach seinem Studium von 2004 bis 2009 seinen Bachelor in Erziehungswissenschaften. Zwischen 2002 und 2021 arbeitete Lopes als Lehrer für Portugiesisch und Direktor der Einrichtung für Grundbildung.
2021 wurde Lopes zum Präsident der Gemeindeverwaltung Manatutos vereidigt. Er setzte sich in einem schriftlichen Auswahlverfahren gegen vier andere Kandidaten durch. Seine Amtszeit war auf fünf Jahre begrenzt. Nach Antritt der IX. Regierung wurde Lopes aber 2024 durch Luís Fernandes ersetzt, der als erster Präsident der Gemeindeverwaltung fungierte.
Barreto spricht mit Tetum und Portugiesisch beide Amtssprachen des Landes.